# Smithville (Georgia)
Smithville es una ciudad ubicada en el condado de Lee en el estado estadounidense de Georgia. En el año 2000 tenía una población de 774 habitantes.

## Geografía
Smithville se encuentra ubicada en las coordenadas 31°54′7″N 84°15′19″O / 31.90194, -84.25528 (31.902073, -84.255336).
Según la Oficina del Censo, la localidad tiene un área total de 6,6 km² (2,5 mi²), de la cual 6,6 km² (2,5 mi²) es tierra y 0 km² (0 mi²) (0.00%) es agua.

## Demografía
Según la Oficina del Censo en 2000 los ingresos medios por hogar en la localidad eran de $31,500, y los ingresos medios por familia eran $37,083. Los hombres tenían unos ingresos medios de $29,375 frente a los $19,286 para las mujeres. La renta per cápita para la localidad era de $12,193. 

## Personajes ilustres
Bessie Jones, cantante y divulgadora del legado cultural afroamericano nació en esta ciudad en 1902.